# Flossmanův mlýn
Flossmanův mlýn je vodní mlýn v Kolinci-Ujčíně, který stojí na řece Ostružná v centru obce u zámku. Je chráněn jako nemovitá kulturní památka České republiky.

## Historie
Vodní mlýn byl postaven před rokem 1839, jeho historizující štít pochází z roku 1888. Při mlýně pracovala pila a elektrárna, jejichž provoz později zanikl. Od roku 1918 měl mlýn Francisovu turbínu.
Výroba elektřiny byla obnovena, mlýnice slouží od roku 1998 k provozu Malé vodní elektrárny.

## Popis
Mlýn tvoří dvoupatrová mlýnice a přízemní obytné stavení se stupňovitým historizujícím štítem.
Voda byla ke mlýnu vedena náhonem a do potoka se vracela odtokovým kanálem. Měl akumulační nádržku, patřil k němu jez a turbínová kašna s turbínovým domkem. Původní Francisova turbína měla průtok 0,6 m³/s, spád 3,2 metru a výkon 19,2 HP, nová Kaplanova turbína výkon 15 kW.